# Brooke Miller
Brooke Miller (* 21. března 1976) je americká cyklistka. Narodila se v kalifornském Huntington Beach a během studia na University of California, Berkeley se věnovala volejbalu. Cyklistice se profesionálně začala věnovat až v roce 2003. Jejím snem bylo již od střední školy získání olympijské medaile, nejprve o ní snila ve volejbalu, později i v cyklistice. Roku 2007 se stala členkou národního týmu a účastnila se několika závodů v Evropě, vyhrála například jednu etapu na Tour de l'Ardèche. V roce 2007 získala titul Ph.D. v oboru evoluční biologie na University of California, Santa Cruz. Až roku 2008 se začala věnovat výhradně cyklistice. Téhož roku zvítězila v závodu United States National Criterium Championships. Kariéru ukončila v roce 2010.